# Formelsport

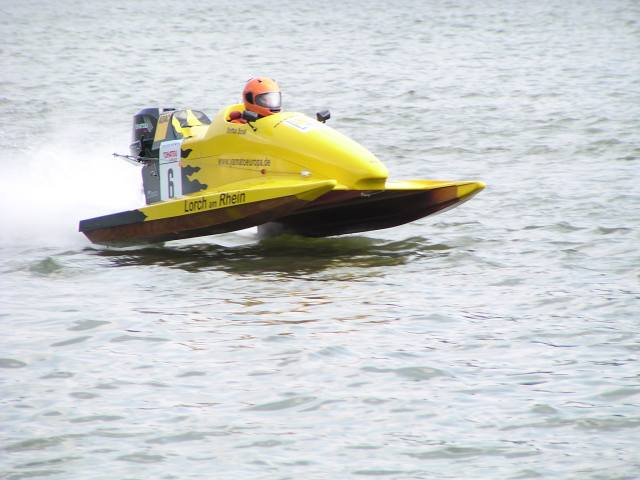
Formel-Rennboot

Formelsport ist eine Form des Sports, bei der die Leistungsfähigkeit der Fahrzeuge durch technische Regeln („Formeln“) in bestimmten Bereichen festgelegt ist, um für die Wettbewerber annähernd gleiche Bedingungen zu schaffen. Bekannt sind Formelklassen vor allem im Motorsport und dort wiederum im Autosport, aber auch bei Sportflugzeugen, Rennbooten und im Flugmodellsport gibt es Rennformeln.

## Automobilrennsport

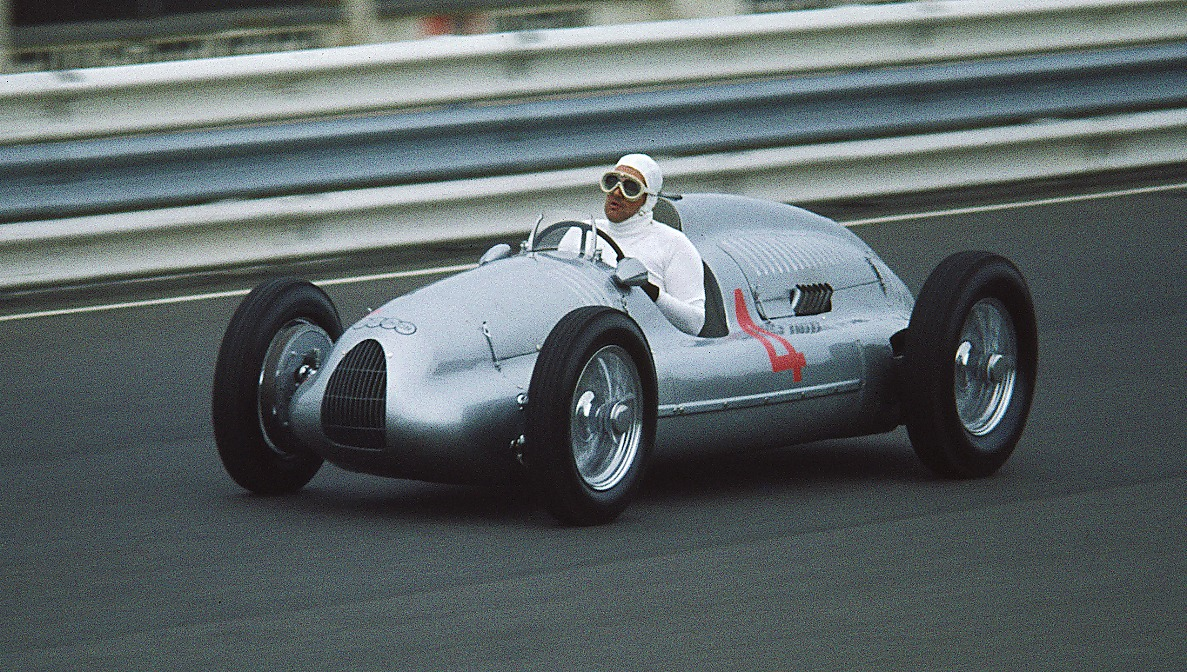
Auto Union – GP-Rennwagen von 1939

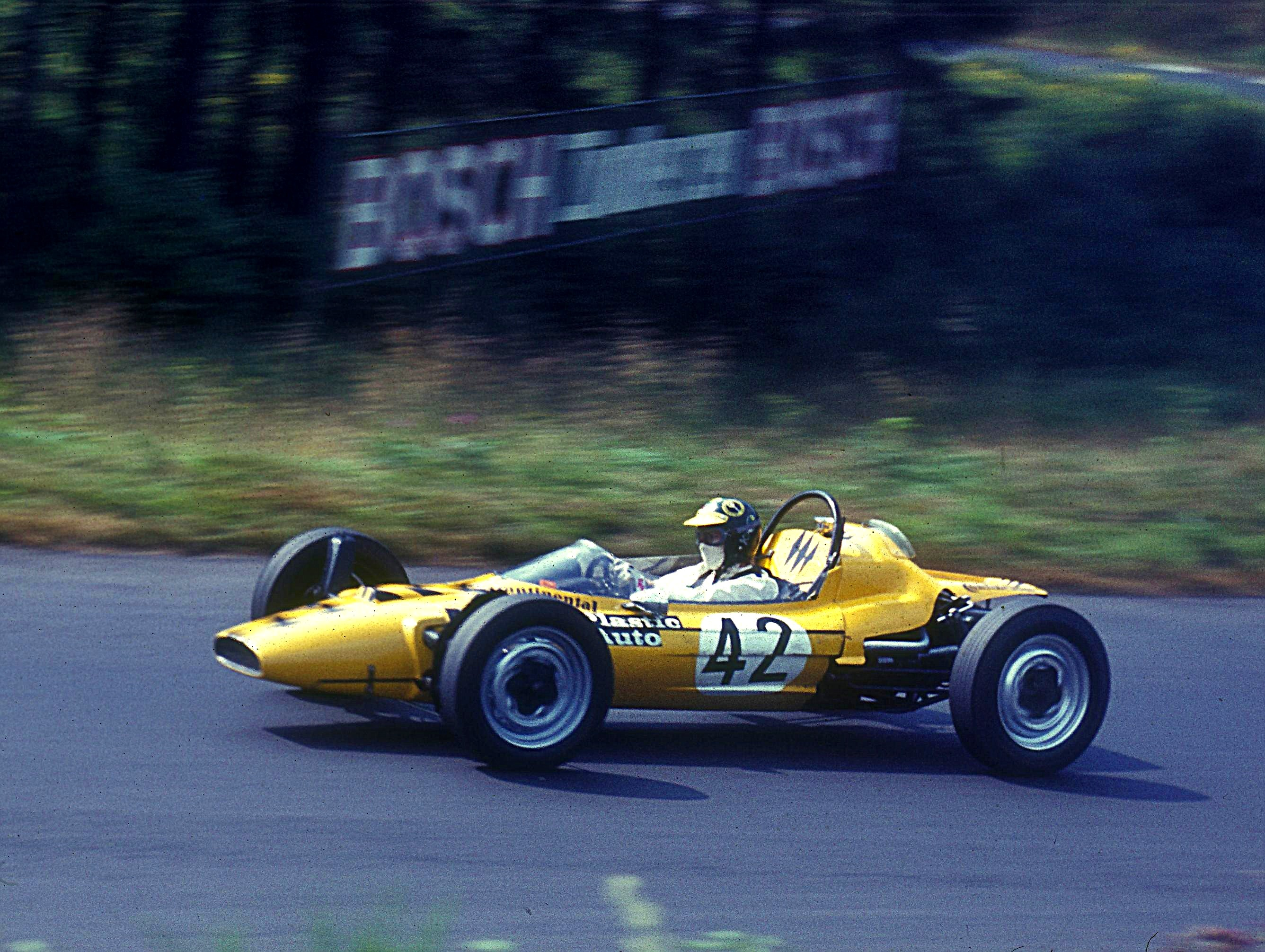
Formel V mit Hannelore Werner 1969

Beim Automobilrennsport wird er mit speziellen Monoposto-Fahrzeugen ausgetragen, deren Ähnlichkeit mit Serienfahrzeugen sich höchstens auf bestimmte Bauteile des Antriebs oder Fahrwerks beschränkt (Markenformeln). Ein Formelrennwagen besteht historisch nur aus dem aerodynamisch verkleideten Sitz des Fahrers, dem Antrieb und vier Rädern. Erst in den 1960er Jahren ergänzten Flügel diese Fahrzeuge.
Die bekannteste Formelrennserie ist nach wie vor die Formel 1, eine weltweite Serie, in der sich viele große Automobilhersteller engagieren, in der Vergangenheit ergänzt u. a. durch die Formel 2 (1947–2012 und wieder seit 2017) sowie, seit 1975, durch die Formel 3.
Zur Kostendämpfung sind Bestimmungen erlassen worden, die einzelne Teile als seriennah vorschreiben. So muss der Motorblock in der Formel 3 eine Motorsport-Homologation haben. In den Markenformeln sind meist Motor und Getriebe aus Serienfahrzeugen vorgeschrieben. In der ersten Markenformel überhaupt, der Formel V, mussten wesentliche Teile der Aufhängung vom VW Käfer stammen.
Durch die weltweiten Wirtschaftsprobleme der letzten Jahre werden die Gelder für den Motorsport immer knapper. Als Folge haben gerade die teuren Formelrennserien immense Probleme, so dass einzelne Teams, manchmal sogar ganze Serien aufgegeben werden müssen. Auch investieren die Hersteller oft lieber in Tourenwagen, da hier die Identifikation mit dem Fahrzeug einfacher ist und die Kosten viel geringer sind.
So genießen die DTM in Europa und die NASCAR Cup Series in den USA inzwischen eine vergleichbare, teilweise sogar größere Beliebtheit bei den Fans. Da sich die Formel-1-Teams ihren Nachwuchs immer früher aus sogenannten Nachwuchsserien absammeln, droht die gesamte Basis wegzubrechen. Die höchste „Nachwuchsklasse“ für die Formel 1 ist inzwischen faktisch die Formel 3, in der die Autos nur etwa 150 kW Motorleistung haben (Formel-1-Motoren haben nach der Leistungsreduzierung im Jahr 2006 etwa 515 kW – zuvor bis über 660). Die Formel 3000, in den 1990er Jahren noch gefeierte Nachwuchsschmiede der Formel 1 mit eigenen Junior-Teams aller größeren Rennställe und mit 330 kW starken Autos, schrumpfte auf eine Handvoll unterfinanzierter Teams ohne jede TV-Präsenz zusammen und wurde zum Saisonende 2004 eingestellt. Abgelöst wurde sie von der GP2-Serie.

## Felgendurchmesser
In nahezu allen Formelklassen, von der Formula LO über die Formel 3 bis hin zur Formel 1 ist ein einheitlicher Felgendurchmesser von 13 Zoll vorgeschrieben. Die Breite der Räder variiert dabei zwischen Vorder- und Hinterachse sowie der jeweiligen Rennserie. Eine Ausnahme war die Formel V, die wie der VW Käfer mit 15-Zoll-Rädern fuhr.
Mit Formel-1-Saison 2022 werden statt 13-Zoll-Rädern nun 18-Zoll-Räder verwendet.